# Hogna pauciguttata
Hogna pauciguttata là một loài nhện trong họ Lycosidae.
Loài này thuộc chi Hogna. Hogna pauciguttata được Carl Friedrich Roewer miêu tả năm 1959.